# José Maria Pedroto
José Maria de Carvalho Pedroto est un footballeur et entraîneur portugais né le 21 octobre 1928 à Almacave dans le district de Lamego et mort le 8 janvier 1985. Il est enterré dans le cimetière de Agramonte, dans le mausolée du FC Porto. Il évoluait au poste de milieu. Surnommé "Zé do Boné".
Son nom reste à jamais lié à l'histoire du football au Portugal, comme l'entraîneur, étant en grande partie responsable des changements radicaux survenus dans le football et comme celui qui a mis fin à l'hégémonie des deux grands clubs de la capitale à gagner de grandes compétitions, ainsi qu'à la prépondérance des clubs du sud, dans la 1re division nationale.

## Biographie

### En tant que joueur
Jeune, il joue au FC Pedras Rubras, club qu'il fonde avec d'autres jeunes amateurs de football. Il en est le capitaine et même président. Puis à 17 ans au Leixões SC. Milieu droit, il commence sa carrière professionnelle au Lusitano VRSA après son service militaire. La saison suivante, les Lusitaniens, sont relégués. Ses bonnes performances suscitent l'intérêt du FC Porto et du Belenenses, qui finit par le faire signer en 1950, le Club lui offre 25 "Contos" pour jouer au "Restelo". Tout en étant joueur, il est employé à l'Hidro-Eléctrica do Zezere. Il y passe deux saisons et est transféré au FC Porto (Il y passe la majorité de sa carrière de 1952 à 1960), pour un  transfert record pour l'époque (500 "Contos"). footballeur de grand calibre, doté d'une technique sublime avec un physique solide, il participe de façon active à remporter deux championnats nationaux et deux Coupes du Portugal, il réalise d'ailleurs, le premier doublé du club en 1956. Il s'y révèle comme un des meilleurs joueurs portugais des années 1950. Il termine sa carrière à l'âge de 31 ans, avec un total de 35 buts en 178 matchs sous le maillot de Porto. Hormis ses qualités techniques il est aussi connu pour ses railleries sur ses adversaires, le premier "chambreur" du football portugais, ce qui lui cause une certaine impopularité au sein des joueurs.

#### Statistiques joueur
| Championnats | Championnats  | Championnats | Championnats | Championnats | Coupes nationales | Coupes nationales | Coupes continentales | Coupes continentales | Sélection Portugal | Sélection Portugal | Total          | Total         |
| Saison       | Club          | Pays         | Matches      | Buts         | Matches           | Buts              | Matches              | Buts                 | Matches            | Buts               | Matches        | Buts          |
| ------------ | ------------- | ------------ | ------------ | ------------ | ----------------- | ----------------- | -------------------- | -------------------- | ------------------ | ------------------ | -------------- | ------------- |
| 1948-49      | Lusitano VRSA | I Divisão    | inconnu      | inconnu      | inconnu           | inconnu           | inconnu              | inconnu              | 0                  | 0                  | inconnu        | inconnu       |
| 1949-50      | Lusitano VRSA | I Divisão    | 25           | 12           | inconnu           | inconnu           | inconnu              | inconnu              | 0                  | 0                  | inconnu        | inconnu       |
| 1950-51      | CF Belenenses | I Divisão    | 27           | 10           | inconnu           | inconnu           | inconnu              | inconnu              | 0                  | 0                  | inconnu        | inconnu       |
| 1951-52      | CF Belenenses | I Divisão    | 27           | 6            | inconnu           | inconnu           | inconnu              | inconnu              | 1                  | 0                  | incomplet (1)  | incomplet (0) |
| 1952-53      | FC Porto      | I Divisão    | 29           | 15           | inconnu           | inconnu           | inconnu              | inconnu              | 0                  | 0                  | inconnu        | inconnu       |
| 1953-54      | FC Porto      | I Divisão    | 18           | 5            | inconnu           | inconnu           | inconnu              | inconnu              | 0                  | 0                  | inconnu        | inconnu       |
| 1954-55      | FC Porto      | I Divisão    | 27           | 4            | inconnu           | inconnu           | inconnu              | inconnu              | 2                  | 0                  | incomplet (2)  | incomplet (0) |
| 1955-56      | FC Porto      | I Divisão    | 24           | 2            | inconnu           | inconnu           | inconnu              | inconnu              | 7                  | 0                  | incomplet (31) | incomplet (2) |
| 1956-57      | FC Porto      | I Divisão    | 32           | 4            | inconnu           | inconnu           | inconnu              | inconnu              | 6                  | 0                  | incomplet (6)  | incomplet (0) |
| 1957-58      | FC Porto      | I Divisão    | 25           | 2            | inconnu           | inconnu           | inconnu              | inconnu              | 1                  | 0                  | incomplet (1)  | incomplet (0) |
| 1958-59      | FC Porto      | I Divisão    | 7            | 0            | inconnu           | inconnu           | inconnu              | inconnu              | 0                  | 0                  | incomplet (5)  | incomplet (0) |
| 1959-60      | FC Porto      | I Divisão    | 14           | 1            | inconnu           | inconnu           | inconnu              | inconnu              | 0                  | 0                  | inconnu        | inconnu       |
| Total        | Total         | Total        | 255          | 55           | incomplet         | incomplet         | incomplet            | incomplet            | 17                 | 0                  | incomplet(46)  | incomplet(2)  |

#### En sélection
José Maria Pedroto compte 17 sélections en équipe du Portugal entre 1952 et 1957, une sous les couleurs du Belenenses et 16 autres sous celles du FC Porto. Son premier match a eu lieu le 20 avril 1952, avec une défaite 3 à 0, en match amical, face à la France, et son dernier match, le 22 décembre 1957, avec là aussi une défaite face à l'Italie, une nouvelle fois 3 à 0, à Milan, dans le cadre des qualifications pour la Coupe du monde 1958. Capitaine de la sélection "das quinas" à quatre reprises.

### En tant qu'entraîneur
En 1960, il devient un des premiers entraîneurs portugais diplômés. Il débute, avec les équipes jeunes du FC Porto. Ces résultats, ainsi que l'excellent travail chez les jeunes du FC Porto, le conduisent au poste d'entraîneur adjoint de l'équipe nationale junior. Avec lui, le Portugal remporte son premier titre européen.
Avec d'excellentes compétences techniques associées à un discours agressif, il prend en main, en tant qu'entraîneur principal, les destinés de l'Académica de Coimbra, en 1962, où il forge plusieurs talents à cette époque. Il est remplacé par Mário Wilson, alors joueur, en 1964.
Il rejoint donc le Leixões SC, où l'absence de conditions optimales pour ses ambitions ne sont pas offertes par le club, il est limogé en février 1965. Il poursuit au Varzim SC qui n'est qu'à sa deuxième année en Première division, jusqu'au terme de la saison 1965-66.
En 1966, il rejoint son club de toujours le FC Porto, remportant la coupe du Portugal en 1968. Mais, en 11 avril 1969, il est démis de ses fonctions sur décision de l'assemblée générale du club. Car à la suite d'une défaite en coupe face au grand rival Benfica, il décide d'organiser un stage bloqué de tous ses titulaires, mais certains d'entre eux refusent, devant remplir aussi leurs obligations dans leurs emplois respectifs. Afin de les punir il les fait jouer en équipe réserve, et présente une équipe remaniée en championnat, malheureusement ils perdent le match à domicile face à l'Académica de Coimbra, puis réalise un nul le match suivant hypothéquant ainsi les chances du FC Porto, de gagner le championnat.
Après cela, il part en 1969 au Vitória Setúbal, réalisant d'excellentes prestations en championnat portugais (Vice champion en 1972, 3 fois 3e, en 1970, 1973 et 1974 et 1 fois 4e en 1971), ainsi qu'en coupes d'Europe, notamment en Coupe des villes de foires 1970-1971, où il atteint les 1/4 de finale, battant en 1/8° les Belges d'Anderlecht finalistes de cette compétition un an auparavant. Puis en 1/4 c'est face aux futurs vainqueurs, les Anglais de Leeds. Malgré cela, en décembre 1975, il abandonne les rênes du club pour incompatibilités avec la direction.
Cinq saisons plus tard, en 1974 il rejoint l'autre club de Porto le Boavista FC, avec qui il remporte deux coupes du Portugal et atteignant la deuxième place en championnat en 1976 lors du match face à nouveau au SL Benfica, entraînée par Mário Wilson, l'autre gros caractère du football lusitanien de l'époque.
En mars 1975, le FC Porto traverse une crise de résultats, c'est alors qu'un groupe "socios" convoquent une assemblée générale extraordinaire destinée à accorder l'amnistie à José Maria Pedroto, qui depuis son limogeage en 1969 était persona non grata à Porto. Il retourne donc au FC Porto, remportant deux titres nationaux consécutifs. Il était alors joueur du club lors du dernier titre de champion. Après avoir échoué à la réalisation du triplés finissant deuxième à deux points du premier (Sporting, il quitte avec Pinto da Costa (à l'époque chef du département de Football) le FC Porto en raison de conflits internes, en octobre 1980, mais déjà remplacé au poste d'entraîneur depuis le début de la saison.
Il se retrouve au Vitória Guimarães, en cours de saison, où il réalise une belle saison, terminant 5e.
Pinto da Costa devenu président du FC Porto en 1982, lui demande de revenir au club. En dépit de ne pas avoir remporté de championnat il a contribué à jeter les bases d'un FC Porto de niveau européen. Il quitte le club en décembre 1983, au terme de la 10e journée, pour des raisons de santé. En janvier 1984, il est hospitalisé à Londres à la suite d'un cancer, mais il continue à conseiller António Morais, son fidèle adjoint, qui l'a remplacé à la barre du club du nord du Portugal. Dans ces conditions, le FC Porto atteint la finale de la Coupe des Coupes en 1984.
Il meurt le 7 janvier 1985 à Porto, victime d'un cancer.

#### Statistiques entraîneur
Le tableau ci-dessous, comprend tous les matches officiels (Championnats, Coupes, et Coupes Européennes), hors matches amicaux.
| Résultats | Résultats            | Résultats | Résultats | Résultats | Résultats | Résultats           | Total  | Total   | Total   | Total   |
| Saison    | Club                 | Pays      | V.        | N.        | D.        | Cl.                 | Titres | % V.    | % N.    | % D.    |
| --------- | -------------------- | --------- | --------- | --------- | --------- | ------------------- | ------ | ------- | ------- | ------- |
| 1962-63   | Académica de Coimbra | I Divisão | 13        | 3         | 17        | 10e                 | 0      | 39,40 % | 9,09 %  | 51,51 % |
| 1963-64   | Académica de Coimbra | I Divisão | 12        | 5         | 13        | 8e                  | 0      | 40 %    | 16,67 % | 43,33 % |
| 1964-65   | Leixões SC           | I Divisão | 6         | 4         | 13        | Saison non terminée | 0      | 20,09 % | 17,39 % | 62,52 % |
| 1965-66   | Varzim SC            | I Divisão | 9         | 7         | 11        | 7e                  | 0      | 33,33 % | 25,93 % | 40,74 % |
| 1966-67   | FC Porto             | I Divisão | 22        | 10        | 6         | 3e                  | 0      | 57,89 % | 26,32 % | 15,79 % |
| 1967-68   | FC Porto             | I Divisão | 26        | 6         | 7         | 3e                  | 1      | 66,67 % | 15,38 % | 17,95 % |
| 1968-69   | FC Porto             | I Divisão | 17        | 7         | 6         | Saison non terminée | 0      | 56,67 % | 23,33 % | 20 %    |
| 1969-70   | V. Setúbal           | I Divisão | 20        | 5         | 9         | 3e                  | 0      | 58,82 % | 14,71 % | 26,47 % |
| 1970-71   | V. Setúbal           | I Divisão | 22        | 7         | 11        | 4e                  | 0      | 55 %    | 17,50 % | 27,50 % |
| 1971-72   | V. Setúbal           | I Divisão | 22        | 12        | 5         | 2e                  | 0      | 56,41 % | 30,77 % | 12,82 % |
| 1972-73   | V. Setúbal           | I Divisão | 24        | 6         | 13        | 3e                  | 0      | 55,81 % | 13,95 % | 30,24 % |
| 1973-74   | V. Setúbal           | I Divisão | 15        | 2         | 4         | Saison non terminée | 0      | 71,43 % | 9,52 %  | 19,05 % |
| 1974-75   | Boavista FC          | I Divisão | 21        | 6         | 8         | 5e                  | 1      | 60 %    | 17,14 % | 22,86 % |
| 1975-76   | Boavista FC          | I Divisão | 27        | 9         | 4         | 2e                  | 1      | 67,50 % | 22,50 % | 10 %    |
| 1976-77   | FC Porto             | I Divisão | 25        | 6         | 8         | 3e                  | 1      | 64,10 % | 15,38 % | 20,52 % |
| 1977-78   | FC Porto             | I Divisão | 31        | 9         | 4         | 1er                 | 1      | 70,45 % | 20,45 % | 9,10 %  |
| 1978-79   | FC Porto             | I Divisão | 22        | 8         | 3         | 1er                 | 1      | 66,67 % | 24,24 % | 9,09 %  |
| 1979-80   | FC Porto             | I Divisão | 30        | 7         | 5         | 2e                  | 0      | 71,43 % | 16,67 % | 11,90 % |
| 1980-81   | Vitória Guimarães    | I Divisão | 9         | 6         | 9         | 5e                  | 0      | 37,50 % | 25 %    | 37,50 % |
| 1981-82   | Vitória Guimarães    | I Divisão | 15        | 13        | 6         | 4e                  | 0      | 44,12 % | 38,24 % | 17,64 % |
| 1982-83   | FC Porto             | I Divisão | 29        | 7         | 5         | 2e                  | 0      | 70,73 % | 17,07 % | 12,20 % |
| 1983-84   | FC Porto             | I Divisão | 13        | 0         | 3         | Saison non terminée | 0      | 81,25 % | 0 %     | 18,75 % |
| Total     | Total                | Total     | 430       | 145       | 170       | -                   | 6      | 57,72 % | 19,46 % | 22,82 % |

#### Coupes continentales
José Maria Pedroto a dirigé durant sa carrière 70 matches en coupes Européennes, dont 34 avec le Vitória Setúbal, 30 avec le FC Porto, 4 avec la Boavista FC, 2 avec le Leixões SC

### En tant que sélectionneur
Passant entraîneur immédiatement après sa carrière de joueur il prend le poste d'entraîneur de l'équipe de jeunes du FC Porto et parallèlement, l'équipe nationale junior en 1960, avant mêmes de s'être occupé d'un club en tant qu'entraîneur principal et avec qui il remporte le Tournoi international juniors de l'UEFA, une épreuve regroupant les 13 meilleures équipes du vieux continent.
Il est le sélectionneur de l'équipe du Portugal de 1974 à 1976. Contrairement en club il n'a jamais réussit à imposer son style auprès de l'équipe nationale. Ses meilleurs résultats sont deux nuls contre l'Angleterre lors des qualifications de l'Euro 76, dont l'un à Wembley. Il a pour adjoint Juca, qui le remplacera deux après une série de 3 victoires consécutives. 
Il reste aussi célèbre pour la décision de ne pas rappeler Eusébio, en sélection. Ainsi que d'avoir créer le "Club Portugal".

#### Statistiques sélectionneur
| Résultats | Résultats    | Résultats | Résultats | Résultats | Résultats | Résultats | Total   | Total   | Total   |
| Saison    | Club         | Pays      | V.        | N.        | D.        | Titres    | % V.    | % N.    | % D.    |
| --------- | ------------ | --------- | --------- | --------- | --------- | --------- | ------- | ------- | ------- |
| 1960-61   | Portugal U19 |           | Inconnu   | Inconnu   | Inconnu   | Inconnu   | 0       | 0       | 0       |
| 1973-74   | Portugal     |           | 0         | 1         | 0         | 0         | 0 %     | 100 %   | 0 %     |
| 1974-75   | Portugal     |           | 2         | 1         | 4         | 0         | 28,57 % | 14,28 % | 57,15 % |
| 1975-76   | Portugal     |           | 1         | 2         | 1         | 0         | 25 %    | 50 %    | 25 %    |
| 1976-77   | Portugal     |           | 3         | 0         | 1         | 0         | 75 %    | 0 %     | 25 %    |
| Total     | Total        | Total     | 6         | 4         | 6         | 0         | 37,50 % | 25 %    | 37,50 % |

#### Matchs de l'équipe du Portugal sous l'ère José Maria Pedroto
Liste des rencontres de l'équipe du Portugal sous José Maria Pedroto.

## Palmarès

### En tant que joueur

#### Avec leFC Porto(3)
- Vainqueur du Championnat du Portugal: 2 fois (1956 et 1959)
- Vainqueur de la Coupe du Portugal: 2 fois en 1956 et 1958

### En tant qu'entraîneur

#### Avec leFC Porto(6)
- Vainqueur de la Coupe du Portugal 3 fois: en 1968, 1977 et 1984
- Vainqueur du Championnat du Portugal: 2 fois (1978 et 1979)
- Vainqueur de la Supercoupe du Portugal en 1983

#### Avec leBoavista FC(2)
- Vainqueur de la Coupe du Portugal en 1975 et 1976

#### Honneurs
- Vice champion du Portugal en 1972 avec le V. Setúbal[36].
- Vice champion du Portugal en 1976 avec le Boavista FC.
- Vice champion du Portugal en 1980 et en 1983 avec le FC Porto.
- Finaliste de la Coupe du Portugal en 1973 avec le V. Setúbal[37].
- Finaliste de la Coupe du Portugal en 1978, 1980 et 1983 avec le FC Porto.
- Finaliste de la Supercoupe du Portugal en 1980 avec le FC Porto.

## Distinctions
- Grand officier de l'ordre du Mérite du Portugal